# Квіріла
Квірі́ла (груз. ყვირილა, ос. Хъæргæнагдон) — річка в Грузії, ліва притока Ріоні.

## Основні відомості
Річка Квіріла бере свій початок у Рачинському хребті, що в Південній Осетії. В перекладі з грузинської назва водойми означає «та, що реве». Гідронім отримано через характер течії та постійний гуркіт. Довжина річки становить 140 км, а площа басейну — 3630 км². Від місця впадіння річки Дзірула тече рівнинною місцевістю, до цього — гірською. Живлення водойми переважно дощове. Станом на 70-ті роки XX сторіччя середньорічний стік у гирлі становив 90 м³/с, а поблизу міста Зестафоні, що знаходиться за 42 км від гирла — 61 м³/с. Річка є сплавною для спортивно-туристичних суден.
У басейні Квіріли знаходиться Чіатурське родовище марганцевих руд. Поблизу злиття Квіріли з Дзірулою розташовані руїни стародавньої фортеці. Ширина річки поблизу селища Шорапані досягає 100 м. З письмових джерел достовірно відомо, що раніше ця частина водойми була судноплавною. В семи місцях Квіріла дробиться на рукави, розділені наносними гальково-муловими островами.
Впадає в Ріоні поблизу Варцихської ГЕС.

## Населені пункти вздовж річки
Починаючи від витоку:
Хугата → Бітета → Цон → Додота → Хампалгом → Тбет → Земо-Карзмані → Квемо-Карзмані → Переві → Переу → Сачхере → Чіатура → Зестафоні